# Chelipodozus luteothorax
Chelipodozus luteothorax är en tvåvingeart som beskrevs av Adrian R.Plant 2008. Chelipodozus luteothorax ingår i släktet Chelipodozus och familjen dansflugor. Inga underarter finns listade i Catalogue of Life.